# Engelse dropkorst
Engelse dropkorst (Placopyrenium fuscellum) is een korstmossoort uit het geslacht dropkorst (Placopyrenium). Hij komt voor op steen en leeft in symbiose met groene algen.

## Determinatie
Engelse dropkorst is een korstvormig korstmos. Het thallus is lichtgrijs en verdeeld in kleine stukjes, vaak tussen andere korstmossen. Er is een zwart randje te zien tussen de stukjes. De volwassen stukjes zijn sterk verdeeld door dunne lijntjes en bevatten kleine, ingesloten peritheciën. De rand van de thallus is dik en kan een beetje schubachtig lijken.

## Verspreiding
In Nederland is Engelse dropkorst vrij zeldzaam. De soort staat niet op de Nederlandse Rode Lijst en is niet bedreigd.

## Fotogalerij

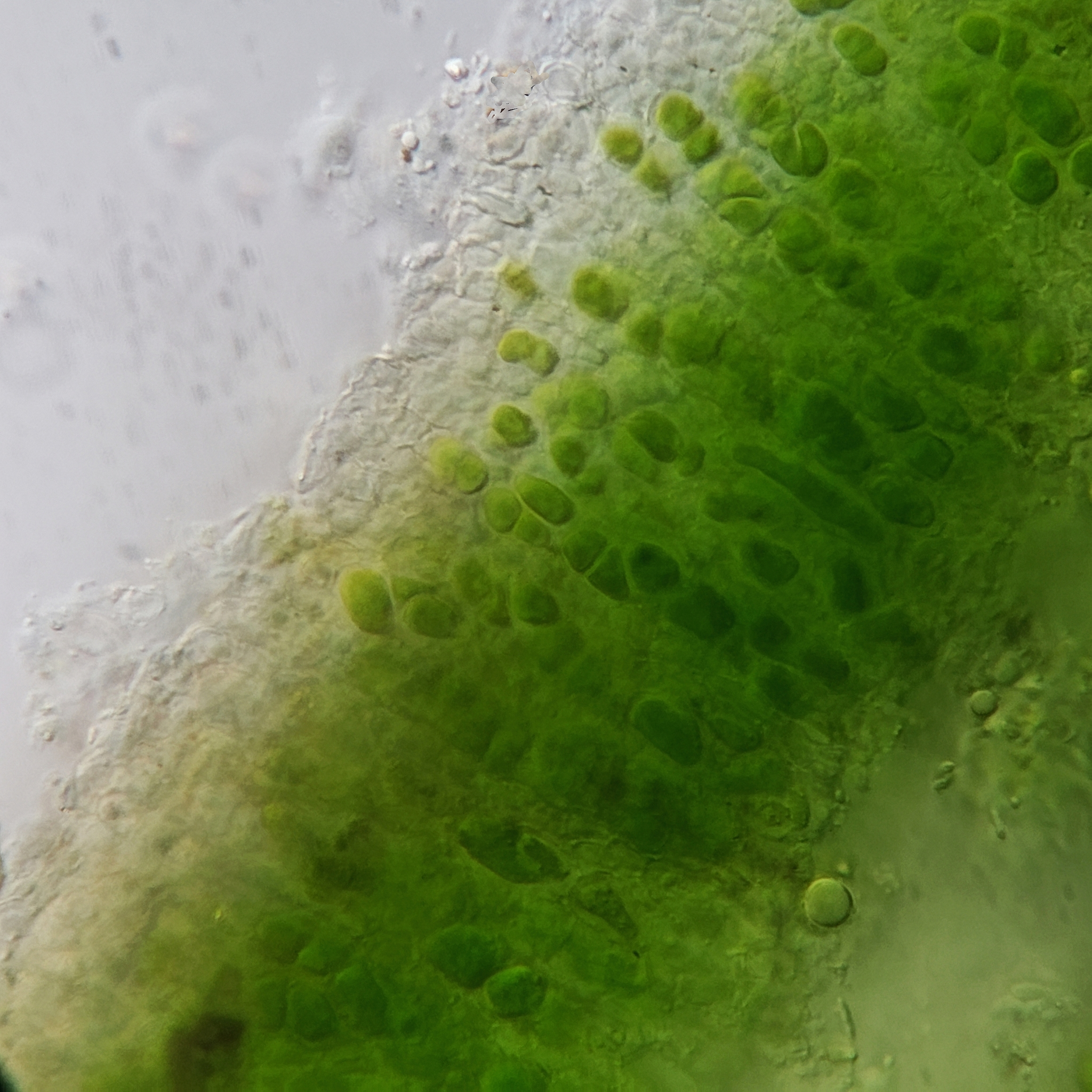
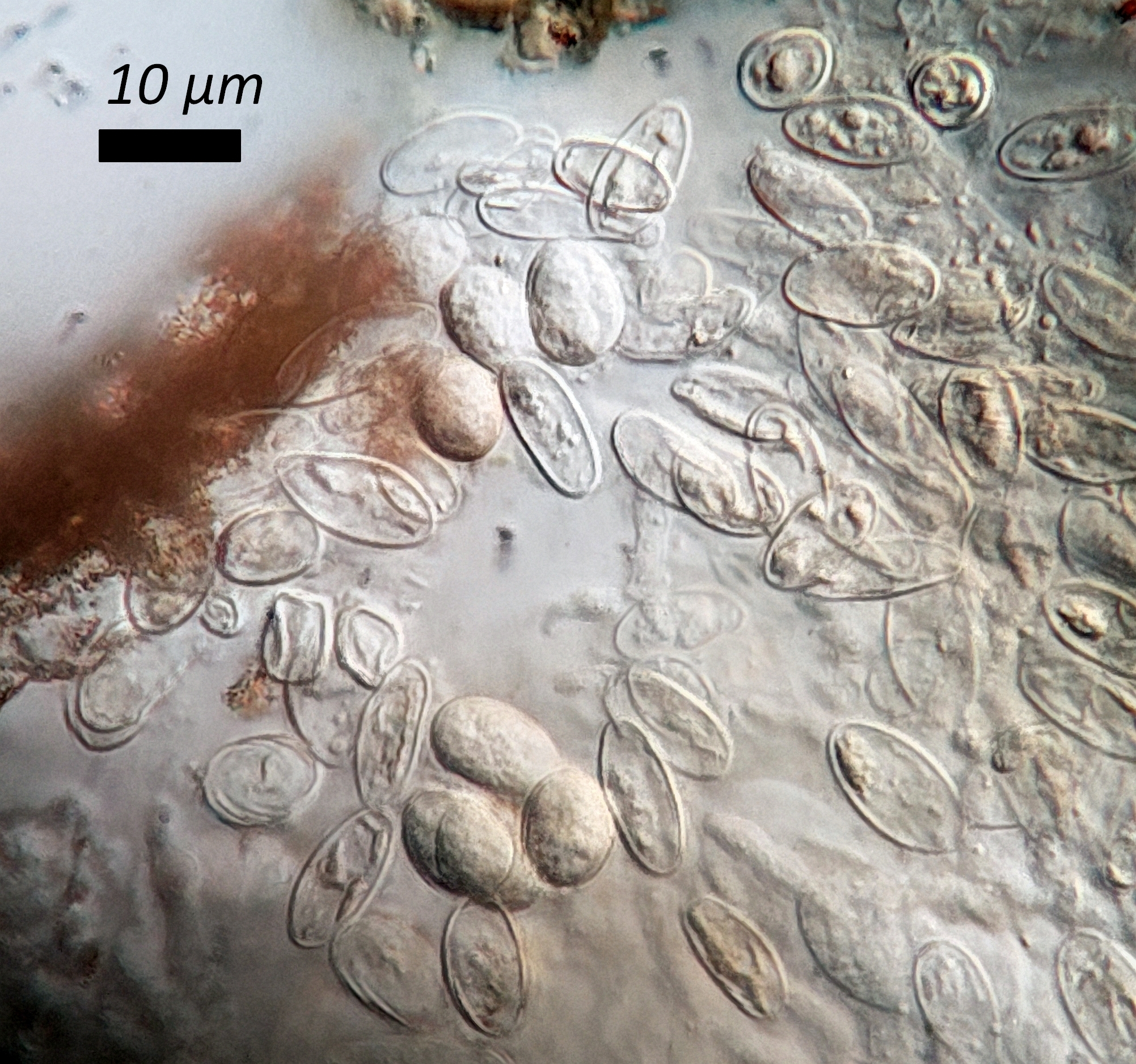
Sporen